# Engelbert Sklorz
Engelbert Sklorz (* 25. Juni 1965) ist ein deutscher Biathlontrainer und ehemaliger aktiver Biathlet. Seit Mai 2020 betreut er als übergeordneter Schießtrainer im Deutschen Skiverband unter anderem die Athleten der deutschen Biathlon-Nationalmannschaft.
In den 1980er-Jahren startete Sklorz als Biathlet für den im Sauerland angesiedelten SC Neuastenberg-Langewiese. Von 1983 bis 1985 nahm er an drei aufeinanderfolgenden Biathlon-Juniorenweltmeisterschaften teil und gewann dort mit der Staffel eine Bronzemedaille (1984 mit Florian Hüttner und Franz Wudy) und eine Silbermedaille (1985 mit Michael Bendrath und Wudy). Im Sprint und im Einzel wurde er 1984 deutscher Juniorenmeister. Als Teil einer bundesdeutschen Weltcupstaffel lief er im Winter 1987/88 auf den vierten Rang beim Wettkampf in Ruhpolding. 1990 beendete er seine aktive Laufbahn als Sportler.
Sklorz ist Trainer der Bundespolizei-Sportschule in Bad Endorf. Sein besonderer Schwerpunkt liegt im Schießen. Er besitzt alle Sportschützen-Trainerlizenzen und wurde als Sportschütze bayerischer und oberbayerischer Meister sowie deutscher Polizeimeister im Team. Neben seiner Arbeit für die Bundespolizei nahm Sklorz nach seiner aktiven Karriere verschiedene Positionen in der Betreuung junger Sportler beim Deutschen Skiverband (DSV) ein. Unter anderem leitete er zwischenzeitlich die Schießübungen der Biathlon-Junioren im DSV-C-Kader. Seit Ende der 2000er-Jahre bis zu dessen Rücktritt 2021 war er zudem der persönliche Schießtrainer von Arnd Peiffer, der ihn als besonders akribisch lobte. Im Mai 2020 berief der DSV Sklorz in der Nachfolge Gerald Hönigs zum übergeordneten Schießtrainer. Diese Rolle beschrieb Sklorz dahingehend, dass er – ausgehend von seinem Wohnort Ruhpolding – mit allen Kadersportlern „von weiblich bis männlich und von jung bis alt“ zusammenarbeite, Einzelanalysen durchführe und die jeweiligen Kader-, Disziplin und Stützpunkttrainer unterstütze.